# Julia Ducournau
Julia Ducournau, född 18 november 1983 i Paris, är en fransk filmregissör och manusförfattare. Hennes långfilmer Raw (2016) och Titane (2021) har uppmärksammats på grund av sin kroppsskräck; den senare vann 2021 års Guldpalmen.

## Biografi

### Uppväxt och studier
Ducournau föddes i Paris, och både modern (gynekolog) och fadern (dermatolog) har ett stort filmintresse.
Skrivande var ett stort intresse redan från tidiga år, i form av dikter och korta historier. Under skolloven bad hon sina föräldrar om tips på ämnen att skriva om. Föräldrarnas yrkesval ledde också till att dottern började intressera sig för människokroppen. Hon såg skräckfilmen Motorsågsmassakern redan som sexåring och utan föräldrarnas vetskap och bläddrade flitigt i deras medicinböcker. Edgar Allan Poes skräcknoveller var också en tidig inspirationskälla.
Hon inledde 2003 studier i modern litteratur och engelska vid Université Paris-Sorbonne. Detta kom efter två års förberedande studier i litteraturkunskap vid lycée Henri-IV i Paris. Året efter tog hon sin examen vid Sorbonne.  
2004 inledde hon även studier på La Fémis, den ledande högskolan för filmvetenskap i Frankrike. Som en del av utbildningen studerade hon ett tag på en manusförfattarkurs vid Columbia University. 2008 utexaminerades hon från La Fémis.

### Karriär
Under tiden på La Fémis producerade hon de båda kortfilmerna Corps-vivants  ('Levande-kroppar') och Tout va bien ('Allt kommer gå bra'), 2005 respektive 2007. Hon blev uppmärksammad för 2011 års kortfilm Junior, bland annat med Prix du rail d'Or som bästa kortfilm vid den internationella kritikerveckan under filmfestivalen i Cannes.
2012 var hon medregissör, tillsammans med Virgile Bramly, för TV-filmen Mange ('Ät') producerad åt Canal+. Filmen kretsar kring en ung bulimisk flicka som vill hämnas på mobbaren från universitetet.
Därefter följde en fyra år lång produktion av Ducournaus första långfilm Raw (originaltitel: Grave, 'Svår'). Filmen, som spelades in i Belgien, utspelas på en veterinärskola, där den 16-åriga vegetarianen Justine (Garance Marillier) utsätts för kött på olika sätt. Historien kombinerar en coming of age-berättelse med filmgenren kroppsskräck.
Raw visades på 2016 års Cannesfestival. Den fick fransk filmpremiär våren 2017 och lockade under året totalt knappt 150 000 biobesökare. Den fick i januari samma år ta emot två priser vid Festival du Film fantastique i Gérardmer, och den nominerades vid årets stora franska César-gala i sex olika kategorier. I amerikanska filmkretsar beskrevs den som en mäktig debutfilm och Ducourneau som en av 2017 års tio största filmskapartalanger.
I maj 2019 avslöjade Ducournau att hon var medlem av Collectif 50/50, en organisation med mål att främja jämlika villkor inom den franska etermediebranschen. Under 2020 regisserade hon två avsnitt av den amerikanska TV-serien Servant, distribuerad via Apple TV+; båda avsnitten premiärsändes i januari 2021.
Då hade hon sedan i september 2019 parallellt arbetat med sin nästa långfilm – Titane, med Vincent Lindon och Agathe Rousselle i huvudrollerna. Temat denna gång kretsar den här gången kring en återfunnen man, en serie av mord och den erotiska modellen Alexia. Hon är dock långtifrån det mest lämpliga offret för en hugad seriemördare och känner efter en skada i ungdomen en särskild dragning till metall.
Titane (franska för titan) visades på 2021 års Cannesfestival, där den vann Guldpalmen. Ducournau var den första kvinnliga regissör som på egen hand (utan att dela priset med en man) vunnit Guldpalmen. Filmen med sina ymniga inslag av sex och våld har delat kritikeromdömena och beskrivits som den mest chockerande att vinna det största priset i Cannes.  Juryordförande Spike uttryckte det under prisutdelningen: "Julia Ducournaus galenskaper tog mig med storm. Det faktum att hon är kvinna har dock inte varit ett samtalsämne under juryarbetet." Under sitt tacktal tackade Ducournau juryn för att den "erkänner det rent fysiska behovet av en mer inkluderande och gränslös värld, liksom för att den släppt in monstren". Filmen hade svensk premiär 8 oktober 2021, efter kritikerbedömningar som pendlade mellan "årets sjukaste film", "fantastisk", "motbjudande" och "två vansinnen som möts".

## Filmografi (urval)
Nedan listas filmer som regissör, med övrig medverkan inom parentes.
- Corps-vivants (2005, kortfilm)
- Tout va bien (2007, kortfilm)
- Junior (2011, kortfilm)
- Mange (2012, TV-film, medregissör)
- Raw (originaltitel: Grave; 2016, långfilm, även manus)
- Servant (2021, TV-serie, avsnitten "Spaceman" och "Doll")
- Titane (2021, långfilm, vinnare av Guldpalmen)